# Hanafismo

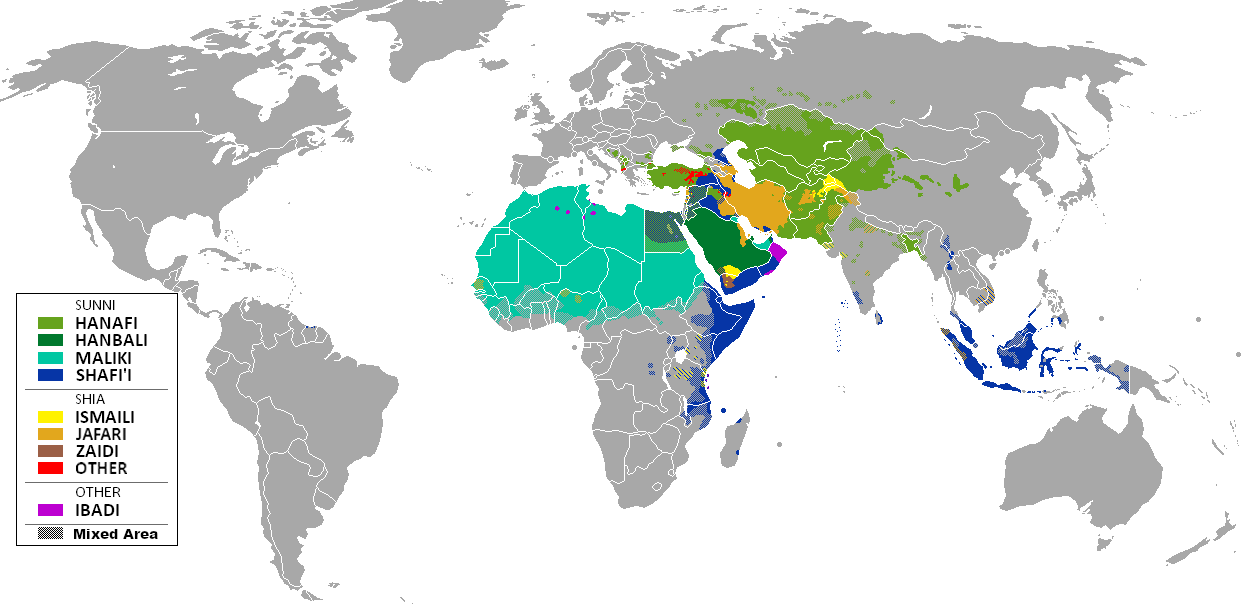
Mapa das áreas de influência das principais madh'habs (escolas ou correntes de direito islâmico

Hanafismo ou escola Hanafi (em árabe: الحنفي) é uma das quatro madh'hab (escolas ou correntes de direito islâmico) em jurisprudência (fiqh) do Islão sunita (as restantes escolas são a Shafi'i, Maliqui e Hanbali). A madhhab Hanafi deve o seu nome ao académico iraquiano Abu Hanifa An-nu'man Ibn Thabit (أبو حنيفة النعمان بن ثابت‎), um Tabi‘un[a]  que viveu no século VII cujas interpretações legais foram preservadas principalmente pelos seus dois discípulos mais importantes, Alquindi e Maomé Axaibani.
O Hanafismo é a escola sunita mais antiga e a que tem mais adeptos no mundo muçulmano. Desde o tempo dos Omíadas que é a madh'hab mais proeminente e tem a reputação de dar mais ênfase ao papel da razão e de ser mais liberal do que as outras três escolas.[carece de fontes?] Os califados abássida e otomano, bem como o Império Mogol, três dos maiores impérios muçulmanos da História, seguiam a escola hanafista, o que contribuiu para a grande influência que ela ainda tem nos antigos territórios desses impérios. Na atualidade, o hanafismo predomina entre os sunitas da generalidade da Ásia a leste do Irão, na Turquia, Iraque, Jordânia, Síria, Egito, bem como nos antigos territórios otomanos nos Bálcãs (Bósnia, Albânia, Kosovo, Macedónia, etc.) e no Cáucaso.[carece de fontes?]